# Trujillanos FC
Trujillanos Fútbol Club ist ein venezolanischer Fußballverein aus Valera. Der Verein wurde 1981 gegründet und trägt seine Heimspiele im Estadio José Alberto Pérez aus, das Platz für 24.000 Zuschauer bietet. 

## Geschichte
Der Verein Trujillanos FC wurde am 25. August 1981 in Valera gegründet. Nach einiger Zeit in unteren Spielklassen des venezolanischen Fußballs stieg man 1988/89 erstmals in die Primera División auf. In der ersten Erstligasaison belegte Trujillanos FC den elften von sechzehn Plätzen, was den Klassenverbleib bedeutete. Auch die folgende Spielzeit konnte mit einem zehnten Tabellenplatz gut gestaltet werden. Die Saison 1991/92 war die bis dahin erfolgreichste in der Geschichte von Trujillanos FC. In der Liga erreichte man mit einem fünften Platz die bis dahin beste Platzierung und konnte noch dazu die Copa Venezuela, den nationalen Pokal, zum ersten Mal gewinnen. Im Finale konnte der FC Caracas, der soeben Meister geworden war, bezwungen werden. Nachdem 1992/93 der sechste Platz belegt wurde, schaffte Trujillanos FC 1993/94 die Vizemeisterschaft, nur drei Punkte hinter dem FC Caracas. Nach einigen weiteren Spielzeiten mit Platzierungen unter den besten fünf Mannschaften wurde man 1997/98 erneut Zweiter, diesmal mit zwei Punkten hinter Estudiantes de Mérida. Zur neuen Saison änderte der Verein seinen Namen und hieß fortan aufgrund des Umzugs von Valera nach Lara Internacional de Lara. Nur ein Jahr später veränderte sich der Vereinsname aufgrund eines weiteren Umzuges jedoch erneut, diesmal in Deportivo Trujillanos nach einem Umzug nach El Vigía. Unter dem neuen Namen konnte der Verein nicht an die Leistungen früherer Jahre anknüpfen und musste sich in den folgenden Jahren mit Plätzen im Mittelfeld begnügen. Zur Saison 2003/04 wechselte man den Spielort erneut und ging wieder nach Valera und nannte sich wieder Trujillanos FC. 2007/08 musste der Verein zum ersten Mal überhaupt in die zweite Liga absteigen, konnte aber schon nach einem Jahr den Wiederaufstieg feiern. Die Saison 2009/10, die erste nach dem Wiederaufstieg, war auch dahingehend sehr erfolgreich für Trujillanos FC, dass man zum zweiten Mal den venezolanischen Fußballpokal gewinnen konnte.
Durch die nationalen Erfolge nahm Trujillanos FC auch je zweimal an der Copa Libertadores und an der Copa Sudamericana teil. Bei der Copa Libertadores 1995 schied der Verein in der Vorrunde aus, nachdem in einer Gruppe mit Club Cerro Porteño und Club Olimpia aus Paraguay sowie dem Ligakonkurrenten FC Caracas der letzte Platz belegt wurde. 2002, bei der zweiten Teilnahme am Libertadores-Cup, überstand der Verein die Qualifikation nicht. Das gleiche Schicksal ereilte die Mannschaft von Trujillanos FC bei der Copa Sudamericana 2005. 2010 war man für die erste Runde qualifiziert und scheiterte dort an Atlético Huila aus Kolumbien. 

## Erfolge
- Copa Venezuela: 2× (1992, 2010)
- Teilnahme an der Copa Libertadores: 2×

1995: erste Runde
2002: Qualifikation
- Teilnahme an der Copa Sudamericana: 2×

2005: Qualifikation
2010: erste Runde
2011: zweite Runde

## Bekannte Spieler
- Ángel Chourio
- Adrián Ramos
- Manuel Sanhouse
- Guillermo Santo
- Luis Vallenilla